# Kawalerskij
Kawalerskij (ros. Кавалерский) – chutor w Rosji, w obwodzie rostowskim, w rejonie jegorłyckim. W 2010 liczył 2473 mieszkańców.